# لا مالمایسون
لا مالمایسون (به فرانسوی: La Malmaison) یک کمون (فرانسه) در فرانسه است که در ان (ا-دو-فرانس) واقع شده‌است. لا مالمایسون ۲۵٫۶۱ کیلومتر مربع مساحت دارد ۱۱۰ متر بالاتر از سطح دریا واقع شده‌است.